# Élections législatives de 1936 en Lot-et-Garonne
Les élections législatives françaises de 1936 ont lieu les 26 avril et 3 mai.

## Résultats à l'échelle du département
| Partis         | Partis                                           | Premier tour | Premier tour | Deuxième tour | Deuxième tour | Sièges |
| Partis         | Partis                                           | Voix         | %            | Voix          | %             | Sièges |
| -------------- | ------------------------------------------------ | ------------ | ------------ | ------------- | ------------- | ------ |
|                | Parti communiste-SFIC                            | 20 621       | 32,70        | 9 571         | 21,16         | 2      |
|                | Alliance démocratique                            | 16 817       | 26,66        | 15 750        | 34,81         | 1      |
|                | Parti républicain, radical et radical-socialiste | 12 304       | 19,51        | 19 850        | 43,88         | 1      |
|                | Radicaux indépendants                            | 6 224        | 9,87         |               |               | 0      |
|                | Section française de l'Internationale ouvrière   | 3 977        | 6,31         | 0             |               |        |
|                | Fédération républicaine                          | 2 203        | 3,49         | 0             |               |        |
|                | Parti démocrate populaire                        | 909          | 1,44         | 0             |               |        |
|                | Divers                                           | 14           | 0,02         | 69            | 0,15          | 0      |
|                |                                                  |              |              |               |               |        |
| Inscrits       | Inscrits                                         | 75 170       | 100,00       | 53 486        | 100,00        | 4      |
| Votants        | Votants                                          | 64 332       | 85,58        | 45 907        | 85,83         |        |
| Abstentions    | Abstentions                                      | 10 838       | 14,42        | 7 579         | 14,17         |        |
| Blancs et nuls | Blancs et nuls                                   | 1 263        | 1,96         | 667           | 1,45          |        |
| Exprimés       | Exprimés                                         | 63 069       | 98,04        | 45 240        | 98,55         |        |

## Résultats par arrondissement

### Arrondissement d'Agen
| Candidats      | Candidats        | Étiquette      | Premier tour | Premier tour | Deuxième tour | Deuxième tour |
| Candidats      | Candidats        | Étiquette      | Voix         | %            | Voix          | %             |
| -------------- | ---------------- | -------------- | ------------ | ------------ | ------------- | ------------- |
|                | Gaston Martin    | PRRRS          | 3 962        | 24,35        | 3 425         | 20,38         |
|                | Robert Philippot | PC-SFIC        | 3 962        | 24,35        | 7 154         | 42,56         |
|                | Seillan          | AD             | 3 782        | 23,24        | 6 214         | 36,97         |
|                | Cels             | Rad. Indé.     | 2 528        | 15,54        |               |               |
|                | Messines         | SFIO           | 2 026        | 12,45        |               |               |
|                |                  | Divers         | 12           | 0,07         | 16            | 0,10          |
|                |                  |                |              |              |               |               |
| Inscrits       | Inscrits         | Inscrits       | 19 632       | 100,00       | 19 636        | 100,00        |
| Votants        | Votants          | Votants        | 16 567       | 84,39        | 17 043        | 86,79         |
| Abstention     | Abstention       | Abstention     | 3 065        | 15,61        | 2 593         | 13,21         |
| Blancs et nuls | Blancs et nuls   | Blancs et nuls | 295          | 1,78         | 234           | 1,37          |
| Exprimés       | Exprimés         | Exprimés       | 16 272       | 98,22        | 16 809        | 98,63         |

### Arrondissement de Marmande
| Candidats      | Candidats      | Étiquette      | Premier tour | Premier tour |
| Candidats      | Candidats      | Étiquette      | Voix         | %            |
| -------------- | -------------- | -------------- | ------------ | ------------ |
|                | Renaud Jean    | PC-SFIC        | 9 550        | 51,73        |
|                | Laban          | AD             | 4 306        | 23,32        |
|                | Boisvert       | Rad. Indé.     | 3 696        | 20,02        |
|                | Baylac         | PDP            | 909          | 4,92         |
|                |                |                |              |              |
| Inscrits       | Inscrits       | Inscrits       | 21 685       | 100,00       |
| Votants        | Votants        | Votants        | 18 864       | 86,99        |
| Abstention     | Abstention     | Abstention     | 2 821        | 13,01        |
| Blancs et nuls | Blancs et nuls | Blancs et nuls | 403          | 2,14         |
| Exprimés       | Exprimés       | Exprimés       | 18 461       | 97,86        |

### Arrondissement de Nérac
| Candidats      | Candidats      | Étiquette      | Premier tour | Premier tour | Deuxième tour | Deuxième tour |
| Candidats      | Candidats      | Étiquette      | Voix         | %            | Voix          | %             |
| -------------- | -------------- | -------------- | ------------ | ------------ | ------------- | ------------- |
|                | Paul Courrent  | PRRRS          | 3 926        | 36,96        | 7 654         | 75,66         |
|                | Labrunie       | PC-SFIC        | 3 245        | 30,55        | 2 417         | 23,89         |
|                | Barrère        | URD            | 2 203        | 20,74        |               |               |
|                | Durel          | SFIO           | 1 247        | 11,74        |               |               |
|                |                | Divers         | 2            | 0,02         | 45            | 0,44          |
|                |                |                |              |              |               |               |
| Inscrits       | Inscrits       | Inscrits       | 12 924       | 100,00       | 12 927        | 100,00        |
| Votants        | Votants        | Votants        | 10 854       | 83,98        | 10 357        | 80,12         |
| Abstention     | Abstention     | Abstention     | 2 070        | 16,02        | 2 570         | 19,88         |
| Blancs et nuls | Blancs et nuls | Blancs et nuls | 231          | 2,13         | 241           | 2,33          |
| Exprimés       | Exprimés       | Exprimés       | 10 623       | 97,87        | 10 116        | 97,67         |

### Arrondissement de Villeneuve-sur-Lot
| Candidats      | Candidats              | Étiquette      | Premier tour | Premier tour | Deuxième tour | Deuxième tour |
| Candidats      | Candidats              | Étiquette      | Voix         | %            | Voix          | %             |
| -------------- | ---------------------- | -------------- | ------------ | ------------ | ------------- | ------------- |
|                | Robert de La Myre-Mory | AD             | 8 729        | 49,28        | 9 536         | 52,07         |
|                | Pabon                  | PRRRS          | 4 416        | 24,93        | 8 771         | 47,89         |
|                | Pérau                  | PC-SFIC        | 3 864        | 21,81        |               |               |
|                | Nénon                  | SFIO           | 704          | 3,97         |               |               |
|                |                        | Divers         |              |              | 8             | 0,04          |
|                |                        |                |              |              |               |               |
| Inscrits       | Inscrits               | Inscrits       | 20 929       | 100,00       | 20 923        | 100,00        |
| Votants        | Votants                | Votants        | 18 047       | 86,23        | 18 507        | 88,45         |
| Abstention     | Abstention             | Abstention     | 2 882        | 13,77        | 2 416         | 11,55         |
| Blancs et nuls | Blancs et nuls         | Blancs et nuls | 334          | 1,85         | 192           | 1,04          |
| Exprimés       | Exprimés               | Exprimés       | 17 713       | 98,15        | 18 315        | 98,96         |